# Enosis Neon Paralimni B.C.
Il Enosis Neon Paralimni B.C. è una società di pallacanestro cipriota con sede a Paralimni.

## Storia
Fondata nel 1962 come sezione cestistica della Enosis Neon Paralimniou.
Dal 2014 milita in Cyprus Basketball Division 1, massima lega del campionato cipriota.